# Bathyporeia parkeri
Bathyporeia parkeri är en kräftdjursart som beskrevs av Edward Lloyd Bousfield 1973. Bathyporeia parkeri ingår i släktet Bathyporeia och familjen Pontoporeiidae. Inga underarter finns listade i Catalogue of Life.